# Stephen Clarke (pisarz)
Stephen Clarke (ur. 15 października 1959 w St Albans w Anglii) – brytyjski dziennikarz i pisarz.

## Życiorys
Studiował filologię francuską i filologię niemiecką na Uniwersytecie Oksfordzkim. Pewien czas po ukończeniu studiów przeprowadził się do Francji, gdzie pracował jako dziennikarz w anglojęzycznym czasopiśmie. Zamieszkał w Paryżu.

## Twórczość

### CyklMerde!
Stephen Clarke znany jest przede wszystkim z serii książek Merde!, w żartobliwy sposób opisujących perypetie Brytyjczyka Paula Westa we Francji:
- Merde! Rok w Paryżu, Warszawa: W.A.B., 2006, ISBN 83-7414-225-1 (A Year in the Merde, 2004)
- Merde! W rzeczy samej, Warszawa: W.A.B., 2007, ISBN 978-83-7414-321-9 (Merde Actually, 2005)
- Merde! chodzi po ludziach, Warszawa: W.A.B., 2008, ISBN 978-83-7414-472-8 (Merde Happens, 2007)
- M jak Merde, Warszawa: W.A.B., 2010 (Dial M for Merde, 2008)
- Merde Faktor, Warszawa: W.A.B., 2013 (The Merde Factor, 2012)
- Merde w Europie, Warszawa: W.A.B., 2017 (Merde in Europe, 2016)

### Pozostałe
- Jak rozmawiać ze ślimakiem: Dziesięć przykazań, które pomogą ci zrozumieć Francuzów, Warszawa: W.A.B., 2008, ISBN 978-83-7414-391-2 (Talk to the Snail. Ten Commandments for Understanding the French, 2006)
- Merde! 1000 Years Of Annoying The French, 2010
- Paryż na widelcu Warszawa: W.A.B., 2012, ISBN 978-83-7747-664-2 (Paris Revealed, 2011)
- 1000 lat wkurzania Francuzów: W.A.B., sierpień 2012, ISBN 978-83-7747-749-6 (1000 Years of Annoying the French)